# Endoreïsch bekken

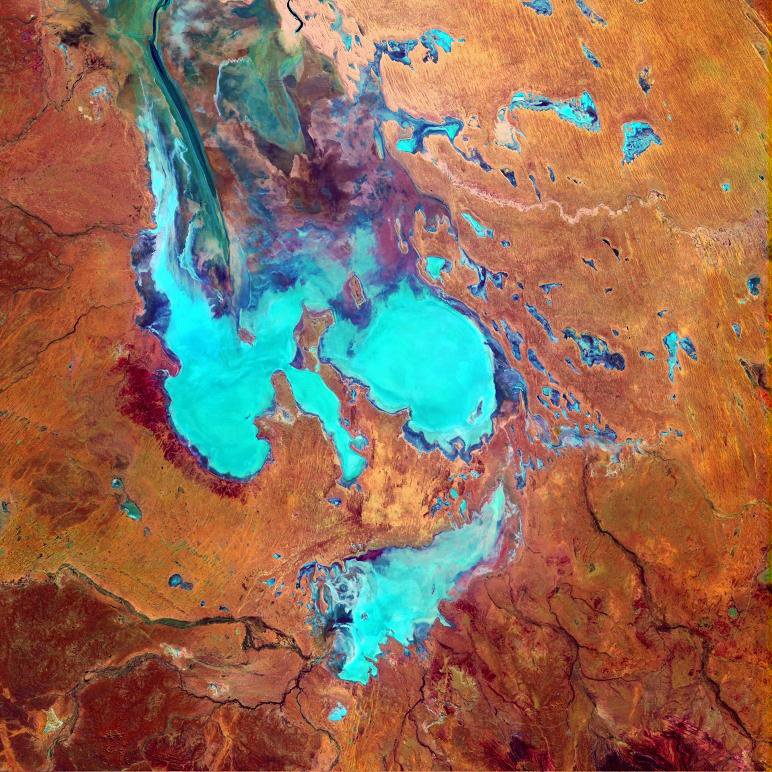
Een satellietfoto in valse kleuren van het Eyre-meer in Australië. (NASA's Earth Observatory)

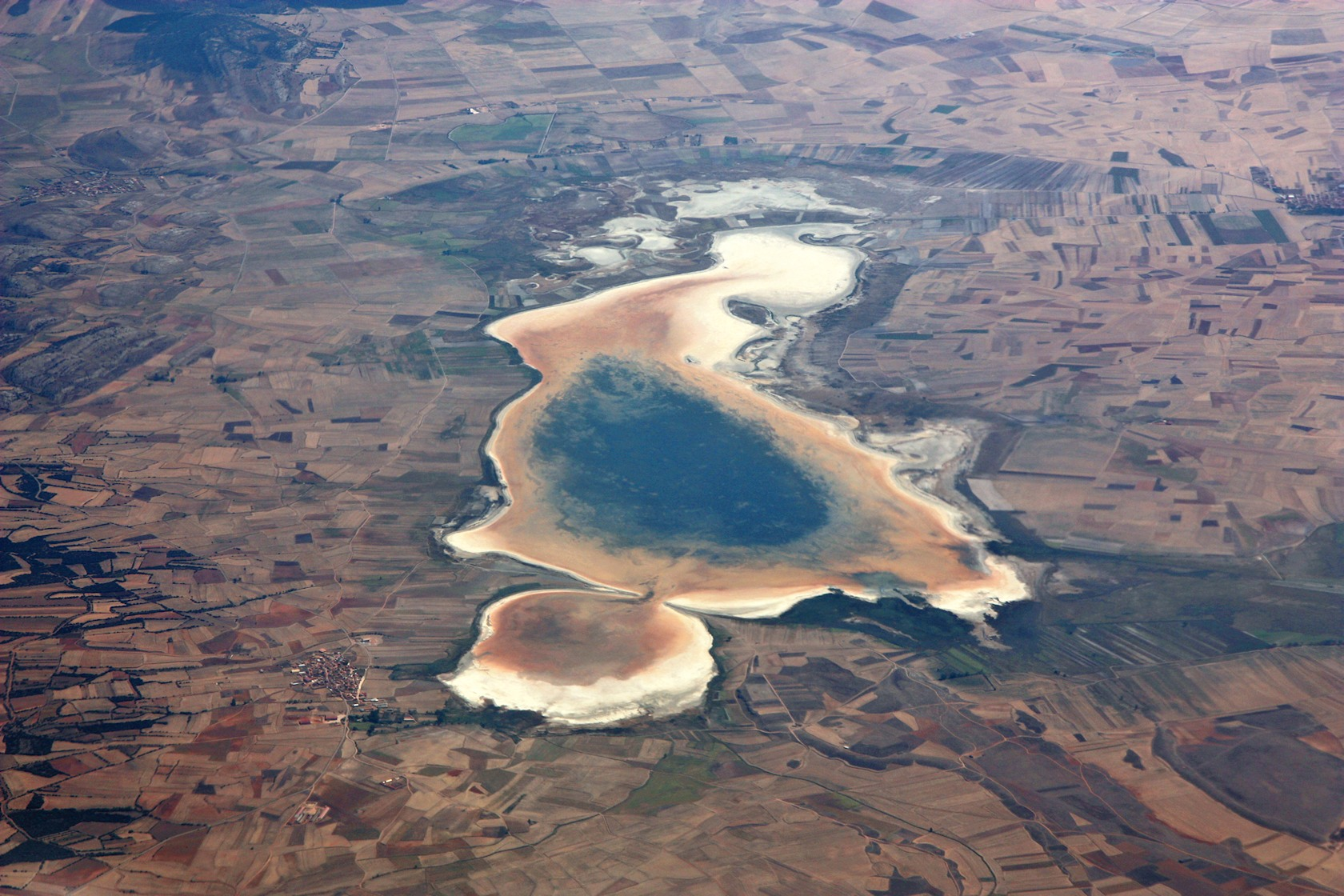
Laguna de Gallocanta in Spanje

Een endoreïsch bekken, ook wel gesloten bekken genoemd, is een bekken dat niet afwatert in een zee of oceaan. Endoreïsche bekkens worden overal begrensd door waterscheidingen. Alle afwateringsstromen van de omringende topografisch hoger gelegen delen komen uit in het endoreïsch bekken. Ook ondergrondse stromingen door permeabele (doorlatende) gesteenten komen in het bekken terecht. De enige manier waarop neerslag die in een endoreïsch bekken valt, dat bekken kan verlaten, is door verdamping. Endoreïsche bekkens worden ook wel interne drainage-systemen genoemd.  Door deze verdamping is er in het diepste punt vaak een zoutmeer, of, als dat opgedroogd is, een zoutvlakte. 

## Naamgeving
Het woord "endoreïsch" is afgeleid van de Griekse woorden endo, "binnen, intern" en rhein, dat "stromen" betekent.

## Voorkomen
Hoewel endoreïsche bekkens in elk klimaat kunnen voorkomen, zijn ze meestal gerelateerd aan aride omstandigheden. Door de weinige neerslag in deze klimaten wordt de kans op afvloeiing naar de oceanen verkleind en vindt er alleen drainage plaats in het endoreïsche bekken. Gebieden die omringd worden door gebergten, maar toch redelijk veel neerslag ontvangen, kunnen door hun topografische ligging ook endoreïsche bekkens vormen. Dit is het geval op grote landmassa's als Centraal-Azië.
Een van de grootste endoreïsche bekkens is de Kaspische Zee (en de omringende Kaspische Laagte). De Kaspische Zee is tevens het grootste meer (formeel een binnenzee) ter wereld. Dit meer varieert zeer snel van grootte en de kustlijn verandert drastisch zelfs binnen menselijke generaties. Zo varieert het waterniveau van de Kaspische Zee met wel enkele tientallen centimeters per jaar.
Gedurende de geologische geschiedenis zijn verscheidene bekkens die tegenwoordig afwateren naar zee endoreïsch geweest. Door de gecombineerde werking van tektonische opheffing, tektonische daling paleoklimaat en de positie van de paleocontinenten kunnen bekkens en riviersystemen van aard veranderen.
In de vrij recente geologische geschiedenis zijn bijvoorbeeld de Zwarte Zee en de Middellandse Zee endoreïsche bekkens geweest. De Middellandse Zee was een afgesloten bekken tijdens de zogenaamde Messiniaanse Crisis (MESS), een periode tijdens het laat-Mioceen waarin de Middellandse Zee geen zeewater ontving van de Atlantische Oceaan doordat zich op de plaats van de Straat van Gibraltar een landbrug tussen Europa en Afrika bevond. Deze situatie duurde van ongeveer 5,6 tot 5,33 Ma (= miljoen jaar). Ook het voorheen met de Atlantische Oceaan en tegenwoordig met de Middellandse Zee verbonden Ebrobekken kende een langdurige status als endoreïsch bekken; vanaf het Priabonien tot het laat-Mioceen was dit bekken niet verbonden met zeeën of oceanen.
Ook Lake Lahontan en Lake Bonneville (Utah) zijn in het verleden endoreïsche bekkens geweest.

## Ontstaan
Endoreïsche bekkens ontstaan als er geen afvloeiing naar zee plaatsvindt. Dit komt door de combinatie van eerder genoemde factoren, maar klimaat is een belangrijke factor. In woestijnen is de netto instroom van water laag en de verdamping hoog. Hierdoor ontwikkelen zich geen grote drainage-systemen, ondanks de plotselinge rivierstromen die zich in dit soort klimaten kunnen ontwikkelen, een voorbeeld hiervan zijn de wadi's. Door de verdamping van (soms zout) water ontstaan evaporiet-afzettingen in de bekkens. Mineralen die zich in het gesteente of in het oppervlaktewater bevinden, slaan neer en vormen zo impermeabele (ondoordringbare) lagen. Dit zorgt ervoor dat verdere afvloeiing van water gestopt wordt. Deze doorgaans zeer vlakke gebieden kennen we als zoutmeren. Bekend zijn de zoutmeren van Utah en Australië, maar ook op Cyprus bevindt zich het Zoutmeer van Larnaca. Binnen de geologie worden deze afzettingen playa's genoemd. Heden ten dage worden deze gebieden vaak gebruikt als testterrein voor vliegtuigen of om snelheidsrecords op het land op te bereiken.

## Endoreïsche bekkens en meren
Er zijn slechts vijf woestijn-gerelateerde gesloten bekkens (of meren) op Aarde; drie daarvan bevinden zich in het Midden-Oosten, de andere twee in de Amerikaanse staat Nevada (Walker Lake, Mineral County en Pyramid Lake in Washoe County).
- Het grootste deel van west- en Centraal-Azië bestaat uit één enkel groot endoreïsch bekken. Hierbinnen bevinden zich een aantal meren, zoals:
  - De Kaspische Zee, het grootste meer op Aarde
  - Het Aralmeer, waarvan de voedende rivieren zich hebben verplaatst. Hierdoor wordt het meer steeds kleiner door de voortdurende verdamping en het gebrek aan verse instroom.
  - Balkasjmeer, in Kazachstan
  - Ysyk-Köl, in Kirgizië
  - Hamoun-e-Hirmand, in Iran
- De Dode Zee, het topografisch laagstgelegen punt op een continent en een van de zoutste gebieden op Aarde, gelegen tussen Israël en Jordanië.

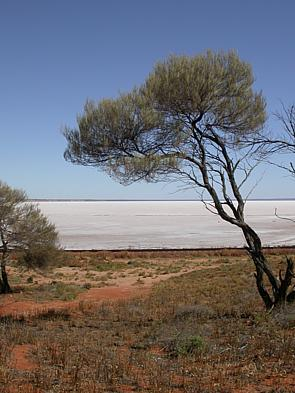
De oevers van Lake Hart, een endoreïsch woestijnmeer in Zuid-Australië

- Australië is een zeer droog continent en bezit daardoor veel endoreïsche bekkens. De belangrijkste zijn:
  - Eyremeer, bekken dat ook Lake Frome bevat
  - Torrensmeer, ten westen van Flinders Ranges in Zuid-Australië
  - Gairdnermeer, ten zuiden van het Eyreschiereiland in Zuid-Australië
  - Corangamitemeer, een zeer zout kratermeer in Victoria
  - Lake George (New South Wales), vroeger verbonden met het Murray-Darling-bekken
- Afrika heeft ook enkele endoreïsche waterscheidingen:
  - Fajoem-depressie
  - Turkanameer
  - De Okavangodelta, een endoreïsche delta in de Kalahari-woestijn in Botswana
  - Het Ngamimeer in Botswana
  - Tsjaadmeer (tussen Tsjaad en Kameroen), gevoed door de rivieren de Chari en de Logon
- Een van de weinige endoreïsche meren in een poolwoestijn: het Vidameer op Antarctica blijft vloeibaar doordat de saliniteit zevenmaal zo hoog is als die van zeewater
- Het Amerikaanse Grote Bekken, dat de staten Nevada en Utah vrijwel omspant, bevat:
  - De Black Rock Desert in Nevada, waar de Thrust 2 en Thrust SSC wereldsnelheidsrecords op land zijn gevestigd
  - Het Groom Dry-meer in Nevada. Hier is de Area 51-basis gehuisvest.
  - Het Grote Zoutmeer in Utah, het grootste ingesloten meer op het Westelijk halfrond
  - Het Mono Lake in Californië
- Het Groot Scheidingsbekken in Wyoming, een klein endoreïsch bekken, deel van de Continental Divide
- In Europa bevinden zich drie endoreïsche meren, de Neusiedlersee in Oostenrijk, het Trasimeense meer in Italië en het Balatonmeer in Hongarije
- Zuid-Amerika:
  - Het bekken van het Hoogland van Bolivia, een van de grootste en hoogste bekkens ter wereld
  - Het Valenciameer (Spaans: Lago de Valencia), het op een na grootste meer van Venezuela